# Ougney
Ougney ist eine französische Gemeinde im Département Jura in der Region Bourgogne-Franche-Comté. Sie gehört zum Arrondissement Dole und zum Kanton Authume.

## Geografie
Im Nordwesten wird die Gemeindegemarkung vom Fluss Ognon tangiert, der dort die Grenze zwischen den Départements Jura und Haute-Saône bildet. Die angrenzenden Gemeinden sind
- Bresilley (Département Haute-Saône) im Nordwesten,
- Vitreux im Nordosten,
- Taxenne im Südosten,
- Gendrey im Süden,
- Saligney im Südwesten,
- Thervay im Westen.

## Bevölkerungsentwicklung
| Jahr                       | 1962 | 1968 | 1975 | 1982 | 1990 | 1999 | 2006 | 2017 |
| -------------------------- | ---- | ---- | ---- | ---- | ---- | ---- | ---- | ---- |
| Einwohner                  | 209  | 182  | 180  | 230  | 267  | 283  | 290  | 375  |
| Quellen: Cassini und INSEE |      |      |      |      |      |      |      |      |